# 张庆黎
张庆黎（1951年1月—），山东东平人，中国共产黨、中华人民共和国政治人物，原副国级领导人。中共第十六至十九届中央委员。曾任第十二届全国政协副主席兼秘书长，他是第十三届全国政协排名第一的副主席。

## 生平
张庆黎1971年1月参加工作，进入山东省东平化肥厂当工人，随后历任车间主任、党支部书记、厂党委副书记。其间，1973年2月加入中国共产党。1976年进入中共东平县委，任县委常委兼工交办副主任，开始从政之路；6个月后，于1976年内升任中共东平县委副书记，任至1979年。
1978年6月至1979年1月，张庆黎被借调到共青团中央工作，成为其仕途的转折。1979年，正式调入共青团中央，此后直到1983年，历任共青团中央工农青年部副处长、处长。其间，1980年8月至1981年2月，在北京农业大学学习。1983年至1986年，任共青团中央工农青年部副部长。其间，1983年至1985年，在中央党校进修部大专班脱产学习，获大专学历。
1986年，张庆黎外放山东，任东营市副市长兼市政府秘书长，1988年升任中共东营市委副书记兼副市长。其间，1992年3月至1992年7月，在中央党校学习。1993年，升任中共东营市委副书记兼市长。1995年，调任中共泰安市委书记。1997年，兼任泰安市人大常委会主任。其间，1995年至1997年，在中共山东省委党校经济管理专业在职大学学习。1997年至1998年，任中共山东省委宣传部常务副部长。1998年，调任中共山东省委常务副秘书长。
1998年8月，调升中共甘肃省委常委、省委宣传部部长；半年后，转任中共甘肃省委常委、中共兰州市委书记。1999年10月，调任中共新疆维吾尔自治区党委常委、新疆生产建设兵团司令员；2005年1月起，兼任新疆维吾尔自治区人民政府副主席。其间，1999年至2001年，在石河子大学农业经济管理专业研究生课程进修班学习；2002年至2005年，在中央党校函授学院省部级干部在职研究生班政治学专业学习，获研究生学历。2005年3月，被免去新疆生产建设兵团司令员职务。
2005年11月起，暫代因腦溢血而被送往北京醫治的楊傳堂，任中共西藏自治区党委代理书记。2006年5月，正式出任中共西藏自治區黨委書記。
2008年时任西藏自治区党委书记的张庆黎上在奥运火炬拉萨传递活动中发表讲话，赞扬了中共对达赖喇嘛及其支持者采取的强硬路线，称“我们一定能粉碎达赖集团分裂的图谋，有能力维护西藏的稳定”“西藏的天永远变不了，五星红旗一定会在西藏天空飘扬”。国际奥委会就此发表明声明对于奥运火炬在西藏传递过程中出现的政治声明表示遗憾。
2011年8月，在执掌西藏五年后，年逾花甲的张庆黎出任中共河北省委书记。2012年1月，兼任河北省人大常委会主任。
2013年3月，出任第十二届全国政协副主席兼秘书长，成为副国级党和国家领导人。2018年1月，当选第十三届全国政协委员。3月，当选第十三届全国政协副主席（排名第一）。
2019年7月31日，张庆黎在中国经济社会理事会五届一次会议上当选理事会主席。
2020年9月9日至9月12日，全国政协委员专题视察团就“坚定‘四个自信’，打赢疫情防控人民战争”赴湖北视察，张庆黎为团长。
2023年3月，72岁的张庆黎在全国政协十四届一次会议后卸任全国政协副主席退休。

## 言论
2008年3月18日，时任中国共产党西藏自治区委员会书记的张庆黎在西藏自治区处置拉萨“3·14”事件、确保全区稳定电视电话会议上说：“达赖集团的分裂破坏是影响西藏稳定的主要根源，是西藏发展稳定的最大心腹之患，达赖是一只披着袈裟的豺狼、人面兽心的恶魔。我们正在同达赖集团进行着一场血与火的尖锐斗争，进行着一场你死我活的敌我斗争。”